# Balharántolt
A balharántolt heraldikai pajzstagolási módszer, melynél a pajzs bal felső sarkából a pajzs jobb alsó sarka felé húzott balharántos osztóvonal a mezőt két részre osztja. A balharántolás történhet egynél több átlós osztóvonallal is. Ilyenkor kétszer, háromszor stb. balharántolt (illetve harmadolt, negyedelt stb.) pajzs jön létre. A balharántolás nemcsak egyenes, hanem mindenféle görbe osztóvonal által is történhet. Ritkább, mint a (jobb)harántolás, mert bizonyos negatív nézetek kapcsolódnak hozzá, akárcsak a balharántpólyához. A sisakdísz címerképei is lehetnek balharántoltak. Balharántolt pl. a Deánovics család címere. 
Páratlan számú osztóvonal és kettőnél többféle borítás balharántolt pajzsot eredményez. Páros számú osztóvonal és kétféle borítás balharántpólyát hoz létre. Az osztóvonal helyzete szerint lehet alsó vagy felső helyzetű balharántolás. Mindezen változatok mesteralaknak, pontosabban pajzstagolásnak számítanak. Ha a mezők egyikében van valamilyen címerábra, pajzsosztás, tehát osztott pajzs jön létre.

Balharántolt
Egyszerű pajzs (a címerkép mindkét mezőre rá van helyezve)
Osztott címer (a mező[k]ben más címerábra is van)
Balharmadolt pajzs
Kétszer balharántolt pajzs
Balharántpólya
Felül balharántolt
Alul balharántolt